# دان أندرسون (كاتب)
دان أندرسون (بالسويدية: Dan Andersson) (و. 1888 – 1920 م) هو كاتب، وشاعر، وملحن، ومترجم سويدي، توفي في ستوكهولم، عن عمر يناهز 32 عاماً.

## روابط خارجية
- دان أندرسون على موقع IMDb (الإنجليزية)
- دان أندرسون على موقع الموسوعة البريطانية (الإنجليزية)
- دان أندرسون على موقع ميوزك برينز (الإنجليزية)
- دان أندرسون على موقع ديسكوغز (الإنجليزية)
- دان أندرسون على موقع قاعدة بيانات الفيلم (الإنجليزية)